# Four Corners Generating Station
La Four Corners Generating Station es una planta de energía de carbón de 1540 megavatios ubicada cerca de Fruitland, en el estado de Nuevo México (Estados Unidos). Está en una propiedad ubicada en la Nación Navajo que la alquila.

## Descripción

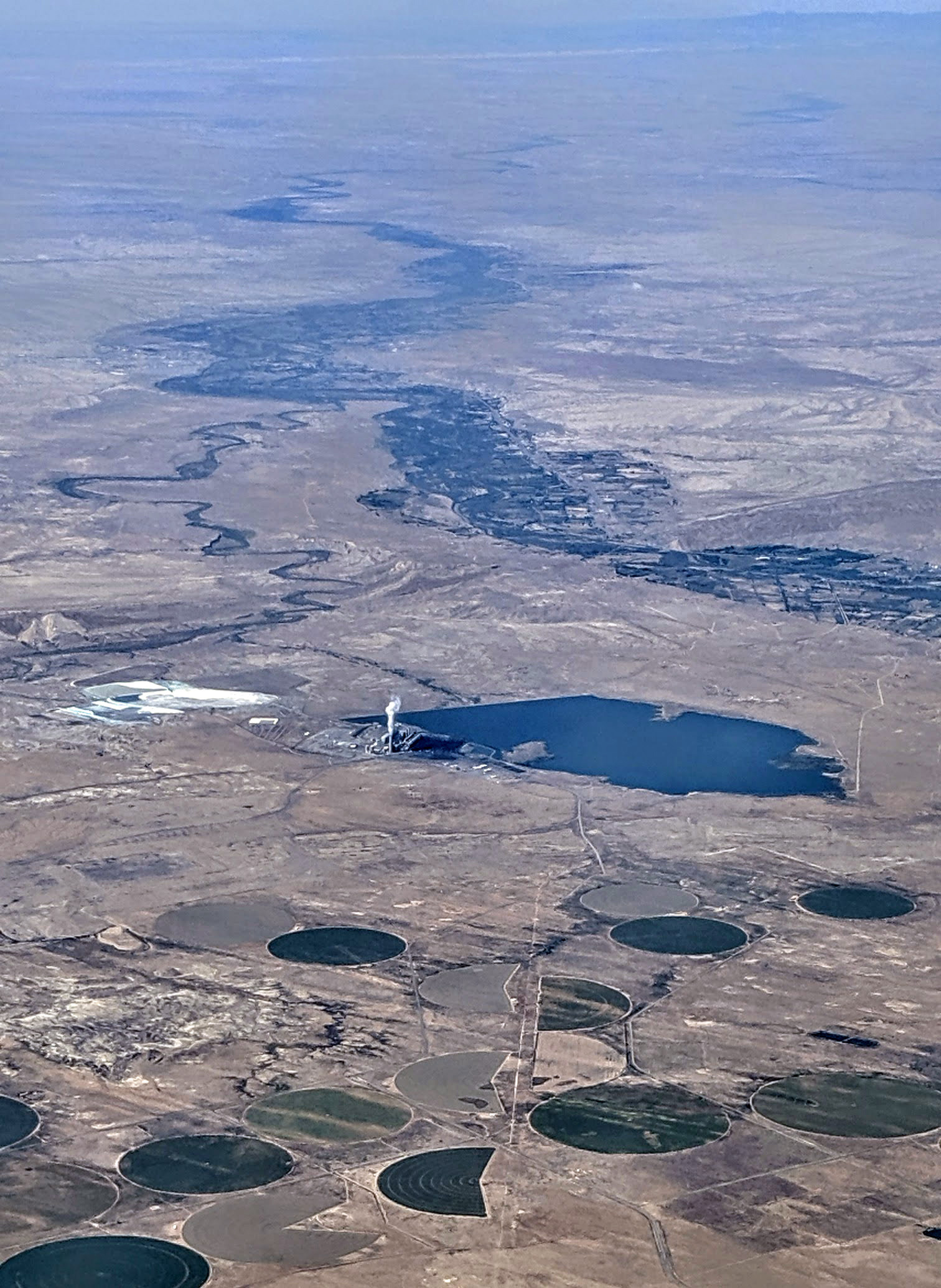
La planta de energía Four Corners (por el lago Morgan) con el río Chaco (izquierda), la confluencia del río San Juan (derecha y al fondo) en Shiprock, Nuevo México ; vista aérea mirando al oeste-noroeste hacia Four Corners.

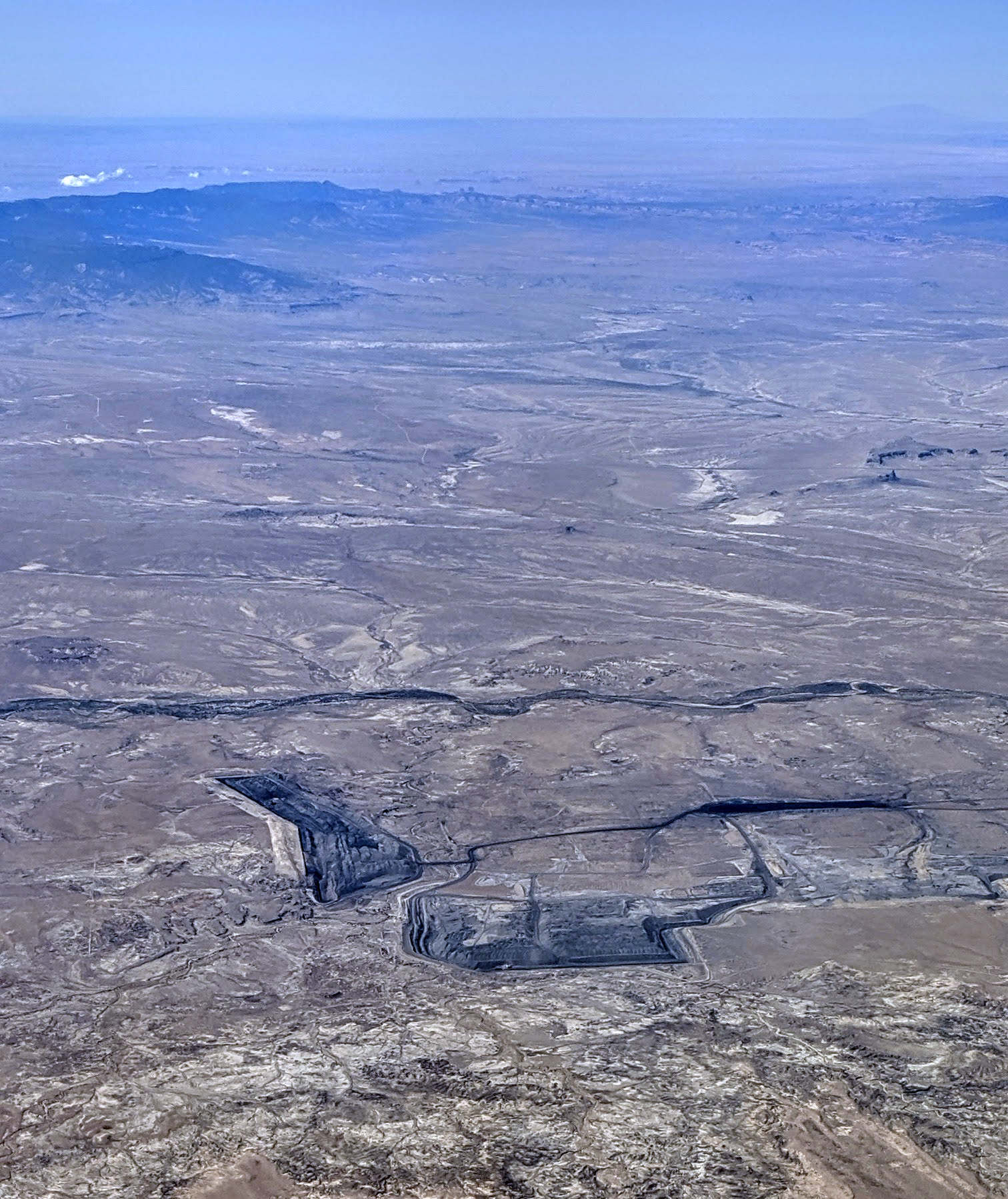
Vista aérea de la mina Navajo, a unas 12 millas al sur, que suministra carbón a la Four Corners Generating Station.

La Four Corners Generating Station originalmente constaba de cinco unidades con una capacidad de generación nominal total de aproximadamente 2.040 megavatios. Las unidades 1, 2 y 3 (cerradas permanentemente en 2014 como parte de un plan de 182 millones de dólares para que Arizona Public Service Co.para cumplir con las regulaciones ambientales) tenían una capacidad de generación combinada de 560 megavatios, mientras que las unidades 4 y 5 tienen cada una un capacidad de generación de 770 MW. Las unidades 1, 2 y 3 abrieron en 1963–64 y las unidades 4 y 5 abrieron en 1969–70.
La Compañía de Servicio Público de Arizona (APS) poseía el 100% de las Unidades 1, 2 y 3, mientras que las Unidades 4 y 5 son operadas por APS pero son propiedad de unas cinco empresas, y APS posee el 70% en 2014, Empresa de Servicios Públicos de Nuevo México 13%, Salt River Project 10% y Tucson Electric Power 7%. La estación se enfría con agua del lago Morgan, que es artificial y se repone con aproximadamente 28 millones de galones de agua cada día del río San Juan . La planta quema carbón subbituminoso entregado desde la cercana mina de carbón Navajo por el ferrocarril de la mina Navajo .
Navajo Transitional Energy Company (NTEC) compró la mina a BHP, tres minas en Montana y Wyoming y el 7% de la Four Corners Generating Station. En 2020, el Servicio Público de Arizona anunció planes para desmantelar la Four Corners Generating Station, sin dejar perspectivas para la mina y el ferrocarril.

## Historia
La Four Corners Generating Station se construyó en una propiedad que fue arrendada a la Nación Navajo en un acuerdo renegociado que expirará en 2041. La Unidad 1 y la Unidad 2 se completaron en 1963, la Unidad 3 se completó en 1964, la Unidad 4 se completó en 1969 y la Unidad 5 se completó en 1970.
Aparentemente, los astronautas del programa Mercury Seven informaron que podían ver dos cosas construidas por humanos desde el espacio: una era la Gran Muralla China y la otra era la "columna de humo procedente de la central eléctrica Four Corners".
En 1975, Nuevo México promulgó un impuesto sobre la generación de electricidad y un crédito estatal de modo que solo la electricidad exportada fuera del estado estaba sujeta al impuesto. Las objeciones a este impuesto dieron lugar a dos casos en la Corte Suprema de los Estados Unidos. En Arizona v. Nuevo México (1976), en una moción que buscaba invocar la jurisdicción original de la Corte Suprema, la corte inicialmente decidió no involucrarse y denegó la moción, dejando el asunto al tribunal estatal. Los propietarios de Four Corners presentaron una acción en la corte estatal para declarar el impuesto inválido, lo que llevó a la decisión de la Corte Suprema Arizona Public Service Co. v. Snead (1979), que sostuvo que el impuesto violaba la Cláusula de Supremacía de la Constitución.
En noviembre de 2010, APS anunció que compraría la participación de SCE en las Unidades 4 y 5, agregaría sistemas de control de la contaminación del aire a estas unidades y cerraría las Unidades 1, 2 y 3. Esta transacción y cierre se completaron en 2013. Tras el cierre de las Unidades 1 a 3, la capacidad de Four Corners es de 1.540 megavatios.
Después de una demanda por parte de una coalición de organizaciones ambientales, los propietarios de la planta y los demandantes alcanzaron un decreto de consentimiento en 2015. Según el decreto, la planta reducirá las emisiones de óxidos de nitrógeno y dióxido de azufre, pagará 1,5 millones de dólares en multas civiles y 6,7 en atención médica y otros costos de mitigación para las personas en las partes afectadas de la Nación Navajo. La demanda se basó en la contaminación de áreas de Clase I bajo la Ley de Aire Limpio en el parque nacional del Gran Cañón y otras 15 áreas del Servicio de Parques Nacionales, así como en condiciones peligrosas para la salud de los vecinos de la planta.

### Desmantelamiento
En enero de 2020, el Servicio Público de Arizona anunció que desmantelaría la Four Corners Generating Station para fines de 2031, siete años antes de la fecha de cierre programada originalmente para 2038.